# American Bureau of Shipping
American Bureau of Shipping (ABS) es una Sociedad de clasificación con sede en Houston, Texas. ABS fue fundada en 1862 y actualmente es una de las tres empresas líderes en su sector a nivel mundial, junto a la británica Lloyd's Register y la noruega Det Norske Veritas.
ABS opera una estructura descentralizada por medio de tres divisiones localizadas en Houston (ABS Americas), Londres (ABS Europe) y Singapur (ABS Pacific), contando con más de 150 oficinas en 70 países.
La misión de ABS es buscar el interés general así como las necesidades de sus clientes promoviendo la seguridad de la vida humana y propiedades así como la protección del entorno natural marino por medio del desarrollo y verificación de estándares para el diseño, construcción y mantenimiento de buques y plataformas offshore.
ABS es miembro de la Asociación Internacional de Sociedades de Clasificación (IACS), a la cual pertenecen las diez Sociedades de Clasificación más importantes del mundo.

## ABS y el caso Prestige
Por haber dado la certificación de buen estado al viejo petrolero Prestige cuyo naufragio causó una catástrofe medioambiental en España, Portugal y Francia en 2002, la empresa ABS fue demandada por el gobierno español por la vía civil en EE. UU., y por lo penal en España por la plataforma ciudadana Nunca Máis. El juicio por lo civil fracasó, y la imputación por lo penal fue revocada en 2008 por la Audiencia de La Coruña a instancias de la Fiscalía.